# Omul liniștit
Omul liniștit (titlu original în engleză The Quiet Man) este un film de comedie american din 1952 inspirat de piesa lui William Shakespeare, Îmblânzirea scorpiei. Este regizat de John Ford. Se bazează pe povestirea Omul liniștit a scriitorului Maurice Walsh, publicată în Saturday Evening Post în 1933. Filmările au fost făcute în cea mai  mare parte în Cong din Comitatul Mayo - Irlanda. În rolurile principale joacă actorii John Wayne, Maureen O'Hara, Barry Fitzgerald și Victor McLaglen.

## Distribuție
- John Wayne – Sean Thornton
- Maureen O'Hara – Mary Kate Danaher
- Barry Fitzgerald – Michaleen Oge Flynn
- Victor McLaglen – „Red” Will Danaher
- Ward Bond – Peter Lonergan
- Mildred Natwick – Sarah Tillane
- Francis Ford – Dan Tobin
- Arthur Shields – Reverendul Cyril Playfair
- Eileen Crowe – Elizabeth Playfair
- Jack MacGowran – Ignatius Feeney

## Premii și nominalizări
- 1953 – Premiile Oscar
  - cel mai bun regizor lui John Ford
  - cea mai bună imagine lui Winton C. Hoch și Archie Stout
  - Nominalizare cel mai bun film lui John Ford și Merian C. Cooper
  - Nominalizare cel mai bun actor în rol secundar lui Victor McLaglen
  - Nominalizare cel mai bun scenariu adaptat lui Frank S. Nugent
  - Nominalizare cele mai bune decoruri lui Frank Hotaling, John McCarthy Jr. și Charles S. Thompson
  - Nominalizare cel mai bun mixaj sonor lui Daniel J. Bloomberg
- 1953 – Premiile Globul de Aur
  - Nominalizare cel mai bun regizor lui John Ford
  - Nominalizare cea mai bună coloană sonoră lui Victor Young
- 1952 – National Board of Review Award
  - cel mai bun film
- 1952 – Festivalul din Veneția
  - Premiul Internațional lui John Ford
  - Premiul OCIC lui John Ford
  - Nominalizare Leul de Aur lui John Ford